# Nájf Ákerd
Nájf Ákerd (Kenitra, 1996. március 30. –) marokkói válogatott labdarúgó, a spanyol Real Sociedad hátvéde kölcsönben az angol West Ham United csapatától.

## Pályafutása

### Klubcsapatokban
Ákerd a marokkói Kenitra városában született. Az ifjúsági pályafutását a Mohammed VI Academy csapatában kezdte.
2013-ban mutatkozott be a FUS Rabat felnőtt keretében. 2018-ban a francia első osztályban szereplő Dijonhoz, majd 2020-ban a Rennes-hez igazolt. 2022. július 1-jén ötéves szerződést kötött az angol első osztályban érdekelt West Ham United együttesével. Először a 2022. november 12-ei, Leicester City ellen 2–0-ra elvesztett mérkőzés 15. percében, Kurt Zouma cseréjeként lépett pályára. Első gólját 2023. április 2-án, a Southampton ellen hazai pályán 1–0-ás győzelemmel zárult találkozón szerezte meg.
2024. augusztus 30-án a Real Sociedad kölcsön vette a 2024-2025-ös idény végéig.

### A válogatottban
Ákerd az U20-as és az U23-as korosztályú válogatottakban is képviselte Marokkót.
2016-ban debütált a felnőtt válogatottban. Először a 2016. augusztus 31-ei, Albánia ellen 0–0-ás döntetlennel zárult mérkőzésen lépett pályára. Első gólját 2021. szeptember 2-án, Szudán ellen 2–0-ra megnyert VB-selejtezőn szerezte meg.

## Statisztikák
2024. április 18. szerint
| Klub            | Szezon   | Osztály        | Bajnokság | Bajnokság | Kupa  | Kupa | Nemzetközi | Nemzetközi | Összesen | Összesen |
| Klub            | Szezon   | Osztály        | Meccs     | Gól       | Meccs | Gól  | Meccs      | Gól        | Meccs    | Gól      |
| --------------- | -------- | -------------- | --------- | --------- | ----- | ---- | ---------- | ---------- | -------- | -------- |
| Dijon           | 2018–19  | Ligue 1        | 13        | 3         | 4     | 0    | —          | —          | 17       | 3        |
| Dijon           | 2019–20  | Ligue 1        | 11        | 1         | 0     | 0    | —          | —          | 11       | 1        |
| Rennes          | 2020–21  | Ligue 1        | 35        | 3         | 1     | 0    | 4          | 0          | 40       | 3        |
| Rennes          | 2021–22  | Ligue 1        | 31        | 2         | 0     | 0    | 9          | 2          | 40       | 4        |
| West Ham United | 2022–23  | Premier League | 18        | 2         | 4     | 0    | 8          | 0          | 30       | 2        |
| West Ham United | 2023–24  | Premier League | 21        | 1         | 1     | 0    | 6          | 1          | 28       | 2        |
| Összesen        | Összesen | Összesen       | 129       | 12        | 10    | 0    | 27         | 3          | 166      | 15       |

### A válogatottban
| Válogatott | Év       | Pályára lépés | Gól |
| ---------- | -------- | ------------- | --- |
| Marokkó    | 2016     | 1             | 0   |
| Marokkó    | 2018     | 6             | 0   |
| Marokkó    | 2020     | 1             | 0   |
| Marokkó    | 2021     | 8             | 1   |
| Marokkó    | 2022     | 14            | 0   |
| Marokkó    | 2023     | 8             | 0   |
| Marokkó    | 2024     | 9             | 0   |
| Összesen   | Összesen | 47            | 1   |

#### Góljai a válogatottban
| # | Időpont             | Helyszín                              | Ellenfél | Gólok | Eredmény | Kiírás               |
| - | ------------------- | ------------------------------------- | -------- | ----- | -------- | -------------------- |
| 1 | 2021. szeptember 2. | Stade Moulay Abdallah, Rabat, Marokkó | Szudán   | 1–0   | 2–0      | 2022-es VB-selejtező |

## Sikerei, díjai
West Ham United
- UEFA Konferencia Liga
  - Győztes (1): 2022–23